# ایگور اسلاما
ایگور اسلاما (چکی: Igor Sláma؛ زادهٔ ۸ مهٔ ۱۹۵۹) دوچرخه‌سوار اهل چکسلواکی است.
وی در مسابقات کشوری و بین‌المللی در مجموع برندهٔ ۱ مدال طلا، ۱ مدال برنز شده‌است.